# Complejo acuático Simón Bolívar

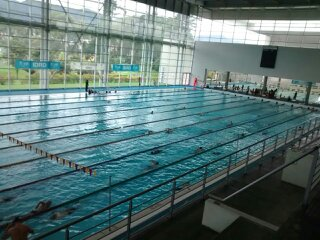

El complejo acuático Simón Bolívar es un centro deportivo para la práctica de la natación en Bogotá, Colombia; construido en lo que ocupaba un relleno de desechos, la obra fue diseñada por la firma de arquitectos Bogotanos Arias Serna Saravia, e impulsada por el Instituto Distrital de Recreación y Deportes, entidad de la Alcaldía Mayor de Bogotá, en total la construcción tuvo un costo de 20.130 millones de pesos colombianos.
Se encuentra adscrito al Parque Metropolitano Simón Bolívar, junto al Parque de Los Novios que se integra a su entorno, y genera una perfecta visual por medio de los grandes ventanales que dan hacia el lago y hacia los cerros orientales de la ciudad, El agua fue el concepto fundamental para crear las transparencias y los distintos movimientos volumétricos que tiene el conjunto arquitectónico dentro del predio.
El complejo  cuenta con un grupo de tres escenarios que pueden ser vistos desde sus graderías para capacidad de 1500 personas; una piscina de clavados de cinco metros de profundidad, otra olímpica de 25 por 50 m y una última de entrenamiento con la mitad del área, además de estos existe una piscina para niños.
También vale destacar otros servicios como los baños para deportistas y las seis baterías para el público, los vestieres, los saunas, el baño turco, la sala de prensa y la sala de jueces que se complementan con gimnasio, café Internet, cafetería y tres locales comerciales que se alquilan a particulares.